# Liste der Monuments historiques in Nesles-la-Vallée
Die Liste der Monuments historiques in Nesles-la-Vallée führt die Monuments historiques in der französischen Gemeinde Nesles-la-Vallée auf.

## Liste der Bauwerke
| Bezeichnung                         | Beschreibung | Standort                    | Kennzeichnung | Schutzstatus | Datum | Bild           |
| ----------------------------------- | ------------ | --------------------------- | ------------- | ------------ | ----- | -------------- |
| Kreuz                               |              | Les Côtes de l’étang (Lage) | PA00080138    | Classé       | 1907  | weitere Bilder |
| Kirche St-Symphorien mit Taufbecken |              | (Lage)                      | PA00080139    | Classé       | 1862  | weitere Bilder |
| Manoir                              | Herrenhaus   | Rue Pierre-Pilon (Lage)     | PA00080140    | Inscrit      | 1984  | weitere Bilder |
| Polissoir de la forêt du Lay        |              | Le Bois Brûlé (Lage)        | PA00080141    | Classé       | 1976  |                |
| Tour de Santeuil                    |              | (Lage)                      | PA00080142    | Inscrit      | 1926  | weitere Bilder |

## Liste der Objekte

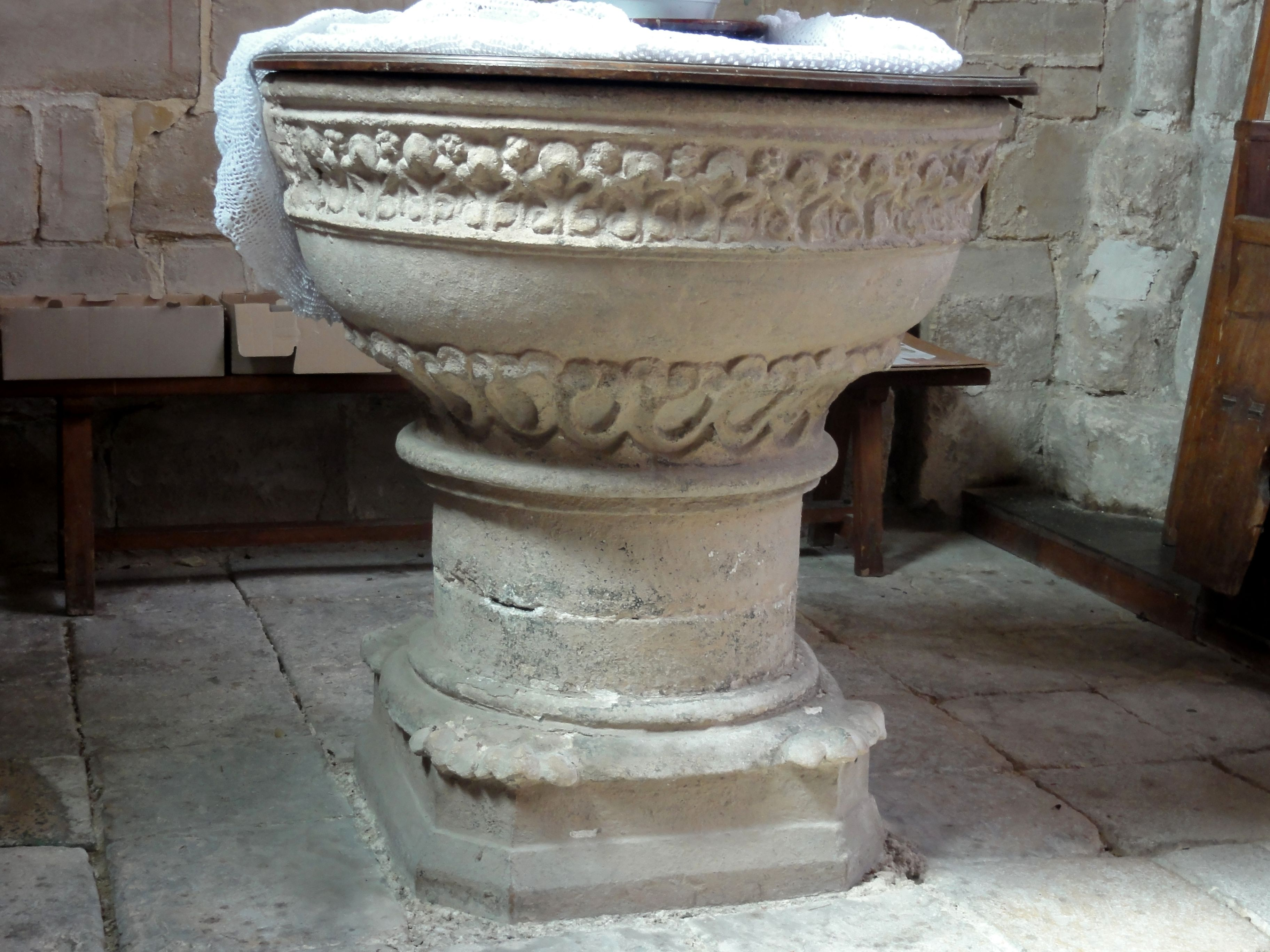
Taufbecken (13. Jahrhundert) in der Kirche St-Symphorien

- Monuments historiques (Objekte) in Nesles-la-Vallée in der Base Palissy des französischen Kultusministeriums